# The Power of Love (Sam Bailey)
The Power of Love è il primo album in studio della cantante britannica Sam Bailey, pubblicato nel 2014.

## Tracce
1. The Power of Love – 4:06 – Jennifer Rush
2. From This Moment On – 3:30 – Shania Twain
3. There You'll Be – 3:37 – Faith Hill
4. And I Am Telling You (duetto con Nicole Scherzinger) – 4:20 – Jennifer Holliday
5. Compass – 3:32 – Mark Vincent
6. Lord Is It Mine – 3:54 – Supertramp
7. Get Here – 3:17 – Brenda Russell
8. Treasure – 4:07 – canzone inedita
9. Ain't No Mountain High Enough (duetto con Michael Bolton) – 2:59 – Marvin Gaye & Tammi Terrell
10. Superwoman – 4:29 – Karyn White
11. Skyscraper – 3:43 – Demi Lovato

## Classifica
| Classifica (2014) | Posizione raggiunta |
| ----------------- | ------------------- |
| Regno Unito       | 1                   |